# Carlet (Gerichtsbezirk)
Der Gerichtsbezirk Carlet ist einer der 18 Gerichtsbezirke in der Provinz Valencia.
Der Bezirk umfasst 7 Gemeinden auf einer Fläche von 161,82 km² mit dem Hauptquartier in Carlet.

## Gemeinden
| Gemeinde              | Einwohner (2024) | Fläche km² | Dichte Einw./km² | Cod INE | Postleitzahl |
| --------------------- | ---------------- | ---------- | ---------------- | ------- | ------------ |
| L’Alcúdia             | 12.402           | 23,67      | 524              | 46019   | 46250        |
| Alginet               | 14.652           | 24,07      | 609              | 46031   | 46230        |
| Almussafes            | 9.057            | 10,76      | 842              | 46035   | 46440        |
| Benifaió              | 12.130           | 20,15      | 602              | 46060   | 46450        |
| Benimodo              | 2.316            | 12,52      | 185              | 46063   | 46291        |
| Carlet                | 16.428           | 45,62      | 360              | 46085   | 46240        |
| Silla                 | 20.117           | 25,03      | 804              | 46230   | 46460        |
| Gerichtsbezirk Carlet | 87.102           | 161,82     | 538              | –       | –            |